# Jeremias Benjamin Richter
Jeremias Benjamin Richter (10 de març del 1762, Jelenia Góra, Silèsia - 14 d'abril de 1807, Berlín) fou un químic prussià fundador de l'estequiometria. Richter fou alumne de Kant. L'any 1794 va ser oficial de mineria a Breslau i l'any 1800 va ser nomenat assessor del departament de mines i químic a la fàbrica reial. És un dels creadors de la química moderna. Al començament de les seves investigacions va tenir molts de problemes per tal que la gent acceptes les seves idees perquè algunes de les seves suposicions eren incorrectes. A més a més la seva manera d'escriure fou molt confosa a causa del seu interès per les matemàtiques.
Una de les contribucions més importants a l'anàlisi química de Richter fou la invenció de la valoració, una tècnica per a la determinació de concentracions d'àcids o de bases mitjançant la mesura de volums de base (acidimetria) o d'àcid (alcalimetria), respectivament, que els neutralitzaven. Aquesta tècnica la posà a punt en una investigació, entre 1792 i 1802, sobre les composicions de les sals neutres quan comprovà les equivalències entre bases i àcids a les reaccions de neutralització química. Fou el creador del concepte d'equivalent químic i de l'estequiometria, que ell definí (1792) com: L'estequiometria és la ciència que mesura les proporcions quantitatives o relacions de massa en la qual els elements químics estan implicats.
En els seus estudis va descobrir una de les quatre lleis ponderals, bàsiques en la química, la llei de les proporcions recíproques: Les masses d'elements diferents que es combinen amb una mateixa massa d'un element donat són les masses relatives d'aquells elements quan es combinen entre si, o bé múltiples o submúltiples d'aquestes masses.

## Obres
- Über die neuren Gegenstände in der chemie (1792-1802)
- Der stochiometrie oder messkuns chemicher elemente (1792-1794)
- Anfangsgründe der stöchiometri (1792-1794)